# ニコラ・レニエ
ニコラ・レニエ（Nicolas Regnier、1588年頃 - 1667年）はフランドル地域生まれで、長くイタリアで働いた画家である。16世紀末に活躍したイタリアの画家、カラヴァッジオの追随者「カラヴァジェスティ」の一人である。イタリア時代は ニッコロ・レニエリ（Niccolò Renieri）と名乗った。 

## 略歴
現在のフランス、ノール県のベルギーとの国境の町、モブージュで生まれた。アントウェルペンの画家、アブラハム・ヤンセンスの工房の見習いとなった。アブラハム・ヤンセンスはローマを訪れたことがあり、カラヴァッジオの影響を受けた、北ヨーロッパの数少ない画家であった。
1616年頃イタリアのパルマに移り、しばらく働いた後、1620年代のはやくにローマに移った。カラヴァッジオは1610年に没していたので、「カラヴァジェスティ」のバルトロメオ・マンフレディ（Bartolomeo Manfredi:1582-1622）らに学び、カラヴァッジオのスタイルの絵画を製作した。
アカデミア・ディ・サン・ルカでの地位を高めた。フランスからローマに来ていたシモン・ヴーエとも交流した。カラヴァッジオの作風に古典主義の様式を加えたグイド・レーニの作品を見て作風を変えていった。
1625年に理由は知られていないがローマからヴェネツィアに移った。ヴェネツィアでは絵の取引、収集も行い、没するまでヴェネツィアで働いた。美人として有名な4人の娘を持ち、その一人、クロリンダ(Clorinda Renieri)は画家のピエトロ・デラ・ヴェッキアと結婚し、ルクレチアも画家のヴァン・デン・ディック（Daniel van den Dyck）と結婚した。画商としては、ヴェネツィアの巨匠のスタイルをたくみに模倣したデラ・ヴェッキアの作品を売ったとされている。

## 作品

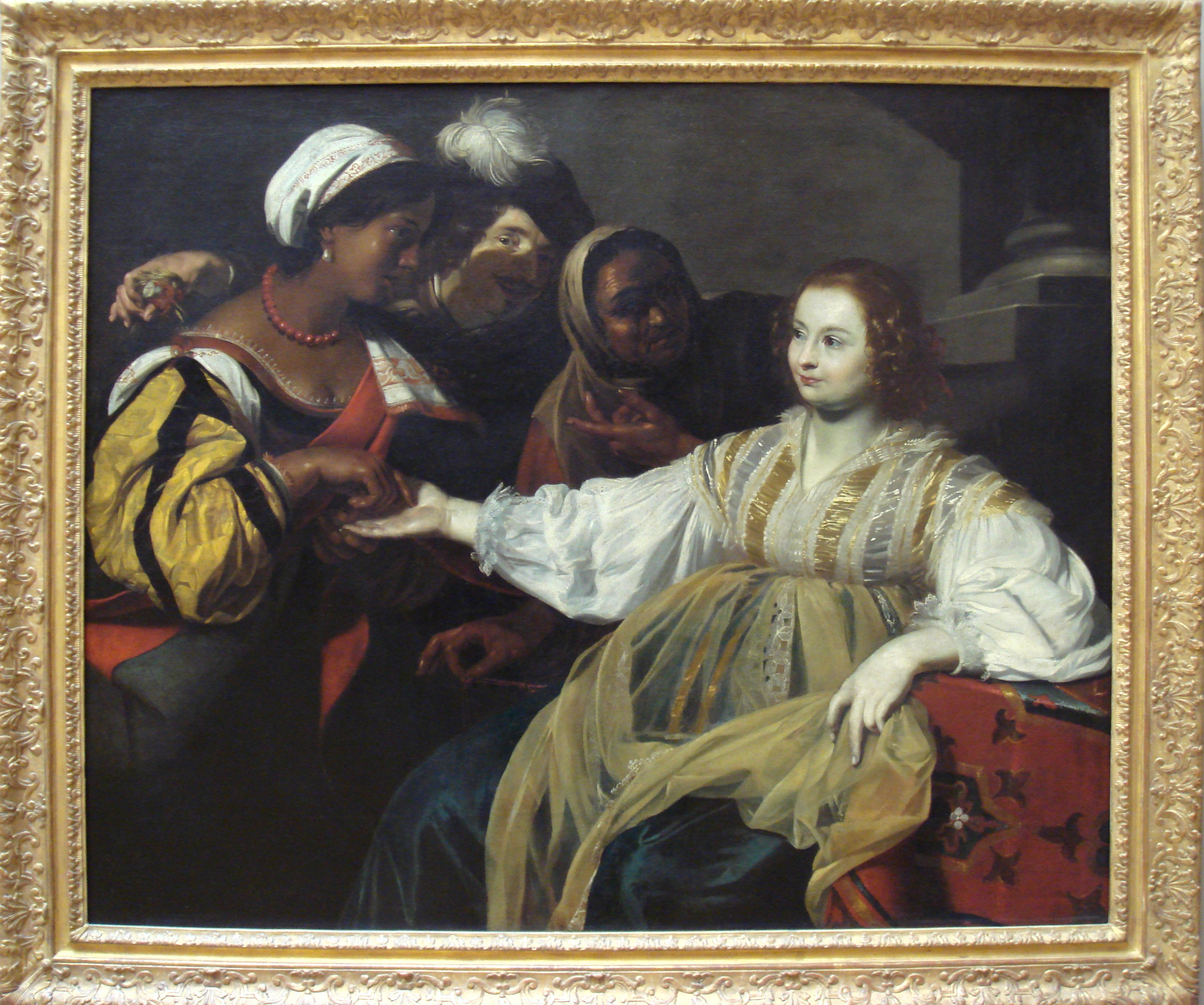
「占い師」(c.1626)
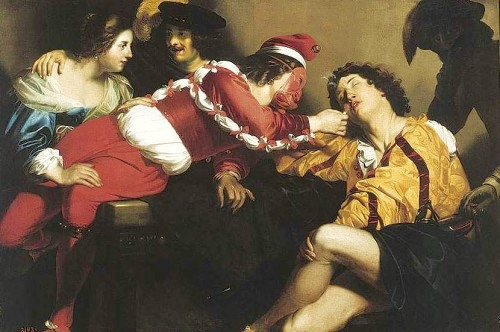
Carnival scene (1630)
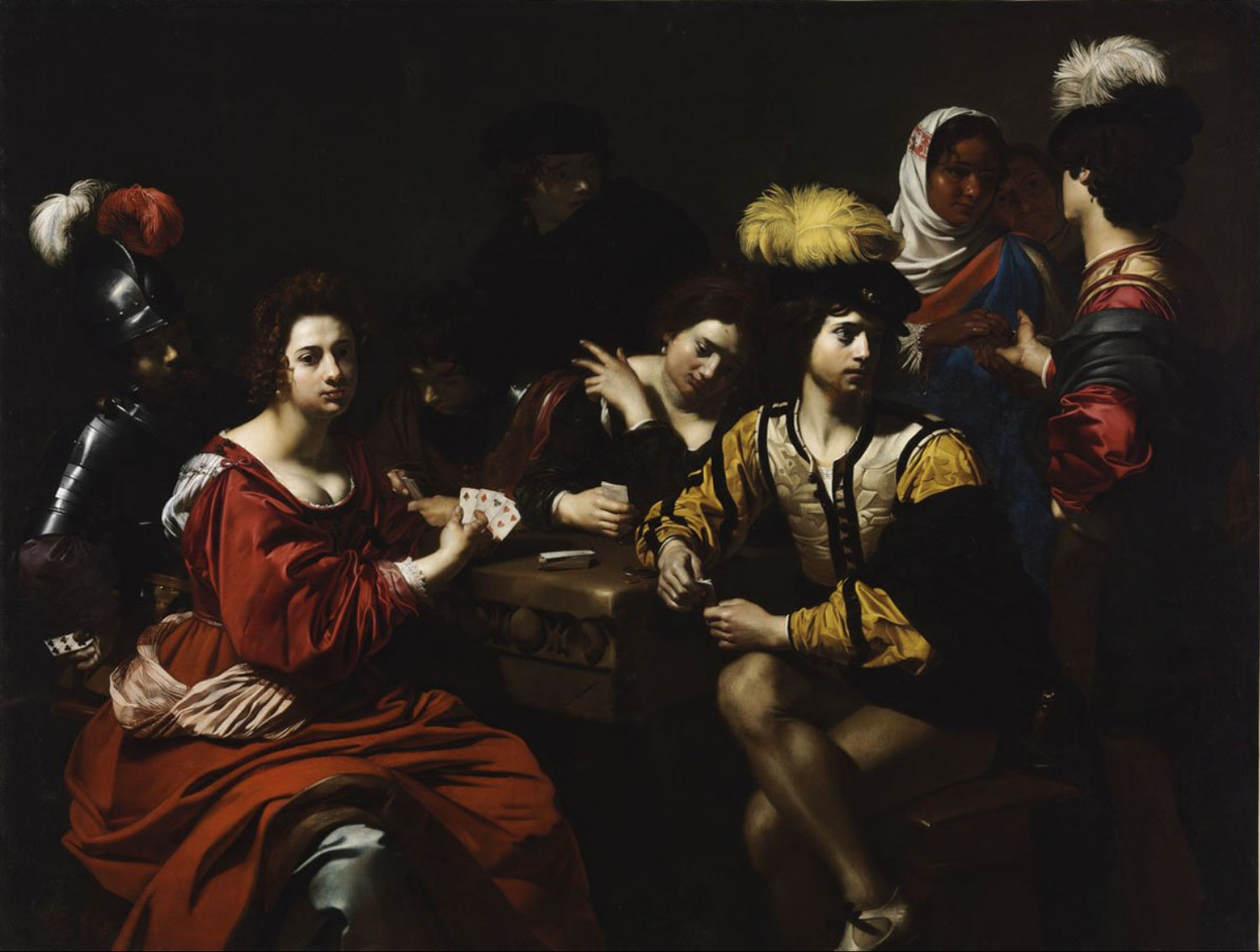
いかさまカード師と占い師

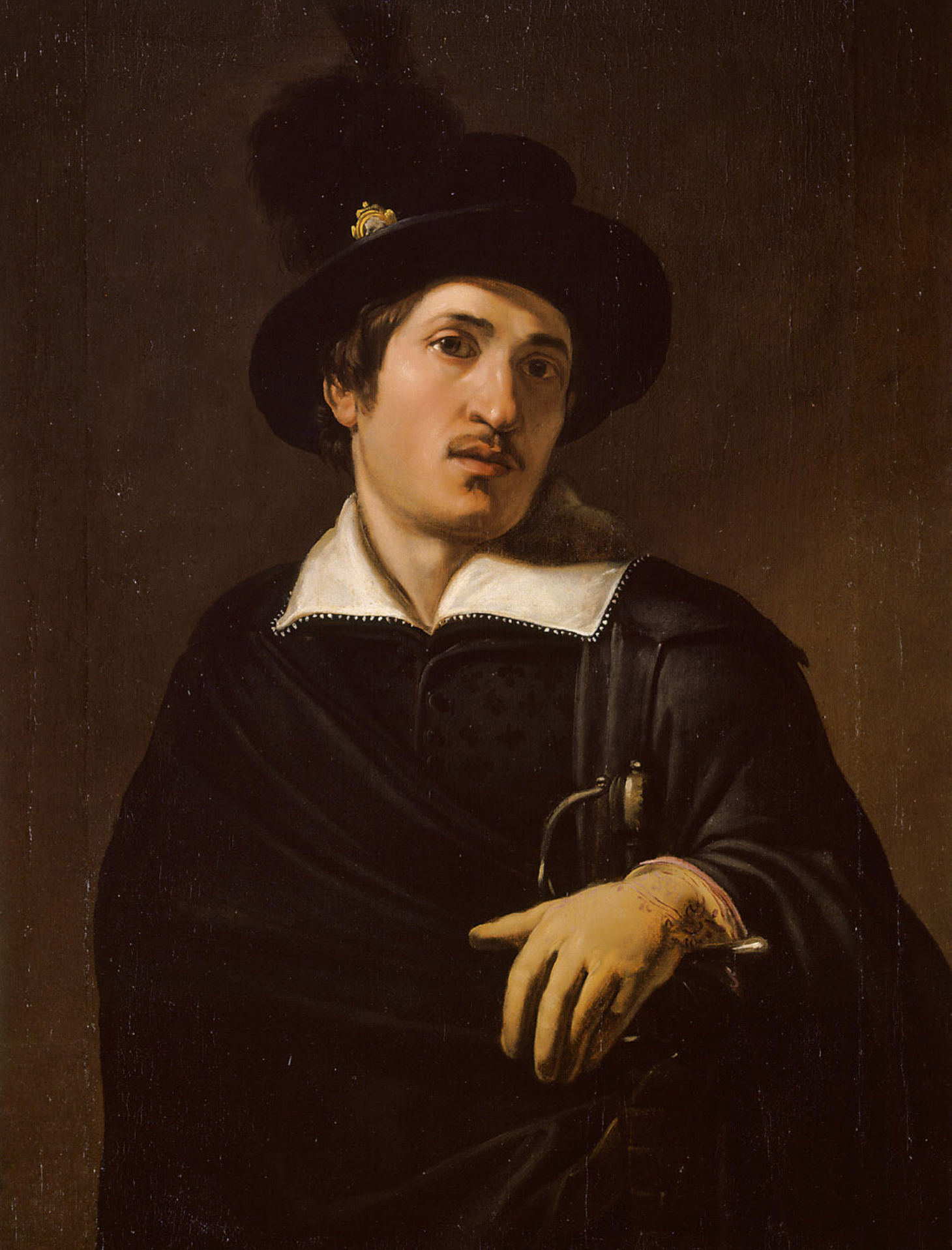
男性像 (1620年代)
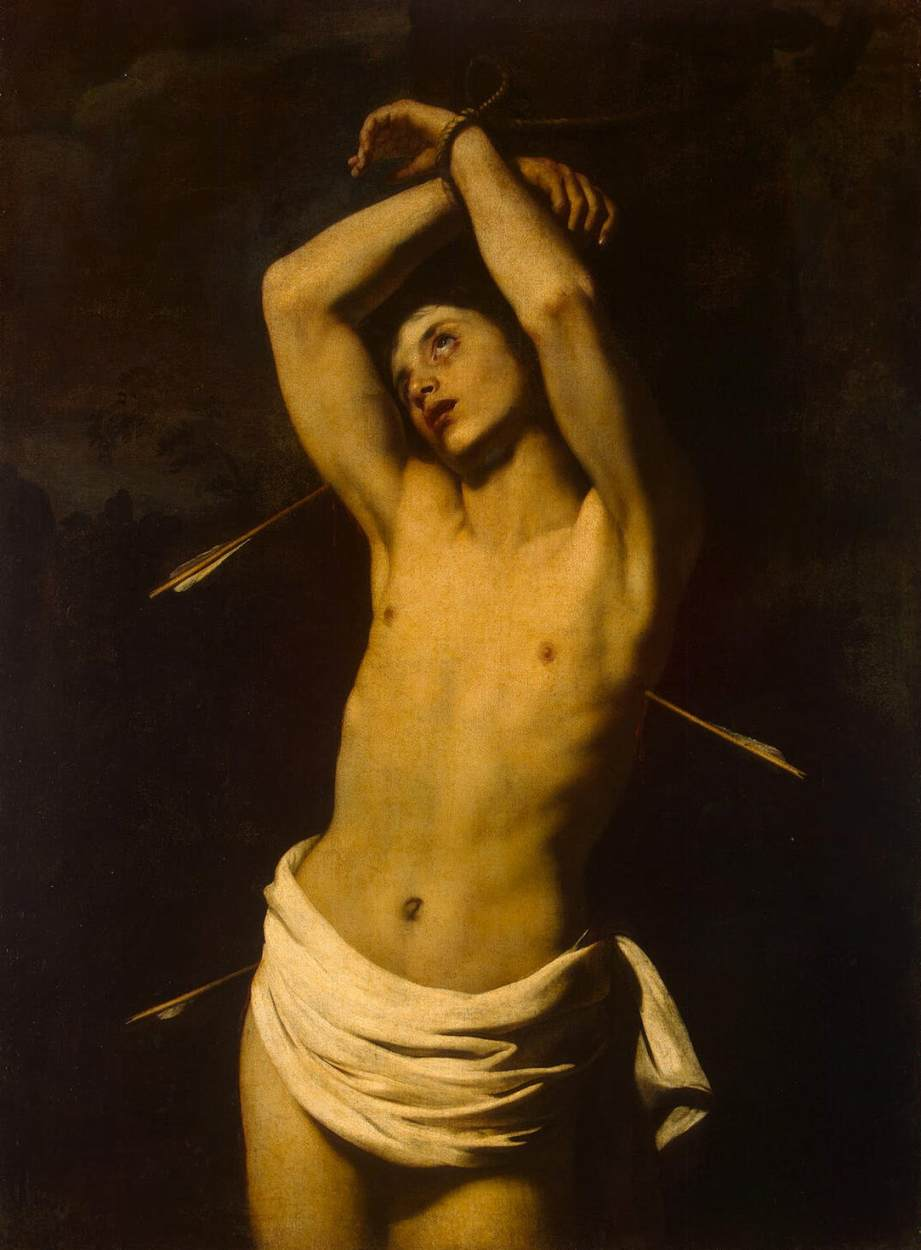
聖セバスティアヌス　(c.1620)
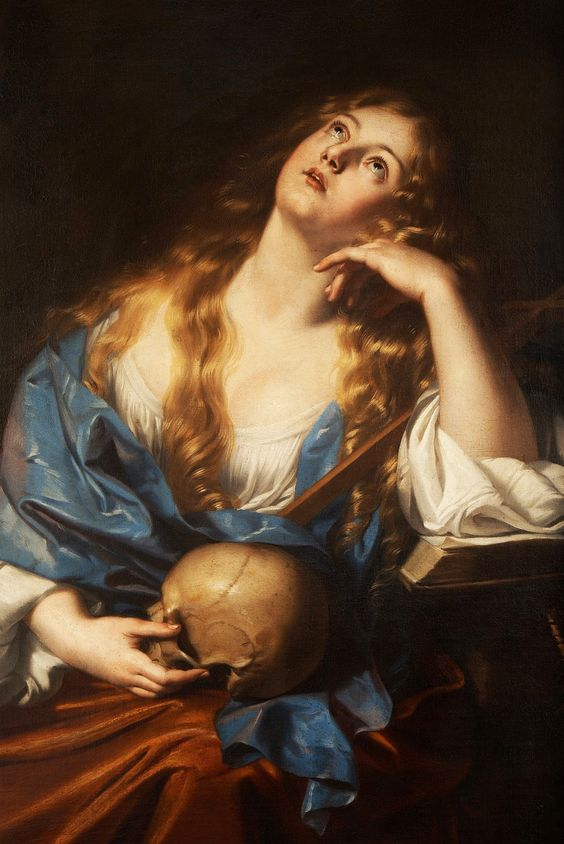
マグダラのマリア
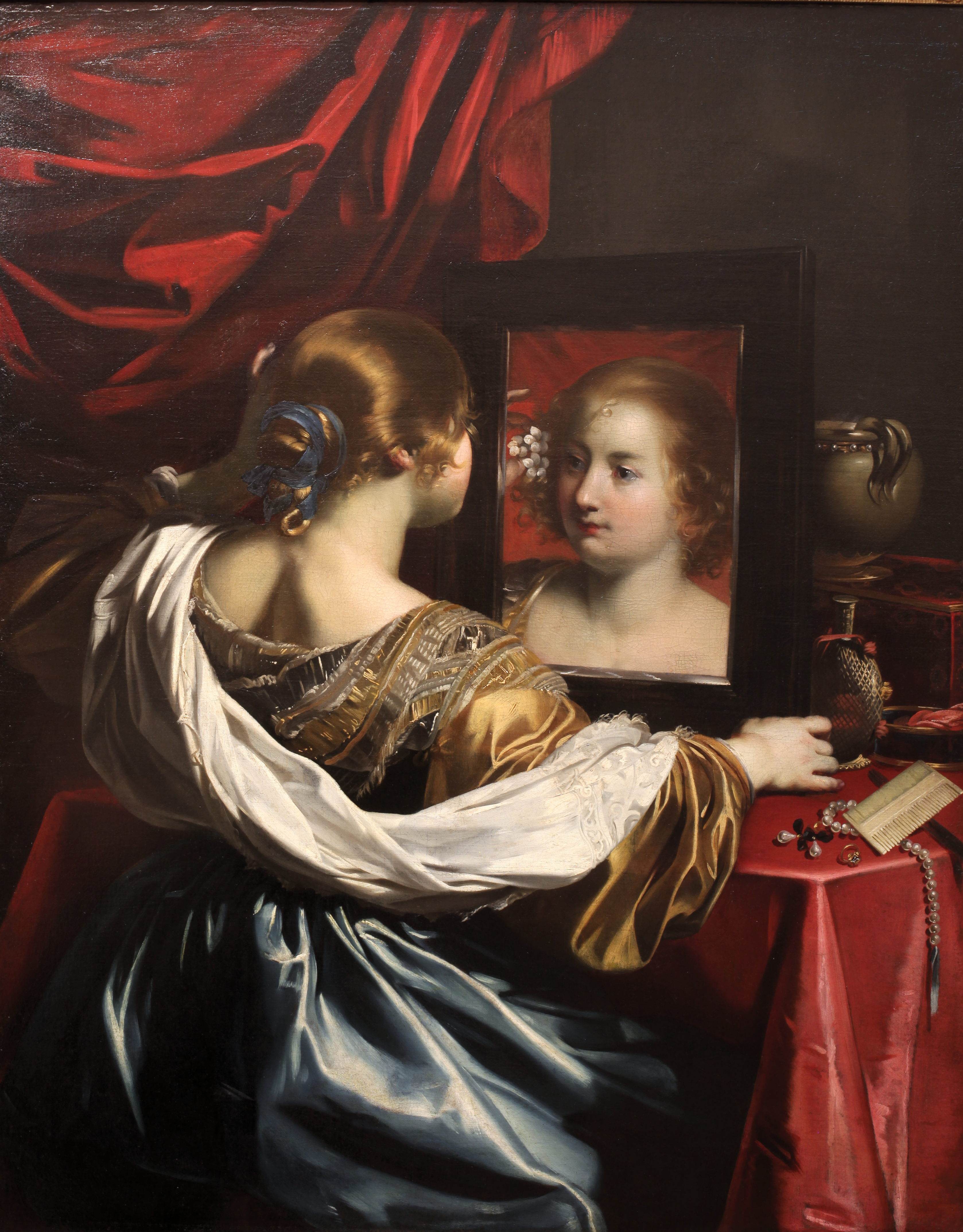
Vanity (c.1626)